# Klen v Heřmanově
Klen v Heřmanově je památný strom, solitérní javor klen (Acer pseudoplatanus) v Krušných horách. Roste v nadmořské výšce 670 m při jihovýchodním okraji Heřmanova, části obce Jindřichovic v okrese Sokolov v Karlovarském kraji. Pod stromem stál křížek, zachoval se však jen žulový podstavec. Stáří stromu je odhadováno na 250 let. Pravidelná, výrazně rozložitá koruna stromu sahá do výšky 20 m, obvod kmene měří 455 cm (měření 2016).
Klen je chráněn od roku 2018 jako krajinná dominanta.

## Stromy vokolí
- Jindřichovický klen
- Martinské lípy v Jindřichovicích
- Klen v Mezihorské
- Modříny u Favoritu